# Церковь Святой Богородицы (Самарканд)
Сурб Аствацацин (арм. Սուրբ Աստվածածին եկեղեցի) — армянская церковь в городе Самарканд. Построена в 1903 году на средства местного армянского населения. Первым настоятелем церкви Сурб Аствацацин был священник отец Рубен Бекгульянц.

## История
Первые армянские поселенцы появились на территории современного Узбекистана ещё в XV веке во времена Тамерлана, который перевез в Самарканд из завоеванной им Армении ремесленников. Однако для роста числа армянских переселенцев большее значение имело присоединение Центральной Азии к России в XIX веке.

### Российская империя
В 1897 году, когда в самом Самарканде проживало всего 149 армян: 123 мужчины и 26 женщин, представители этой малочисленной колонии обратились к военному губернатору области с ходатайством об открытии в городе молитвенного дома. Просьба была уважена: 31 октября 1898 года священник Геворг Захарьянц получил соответствующее разрешение.
Прихожан было немного, и потому молитвенный дом помещался в специально арендованном помещении. Однако уже довольно скоро армяне решили построить собственное здание и избрали для этого авторитетный попечительский совет. Но, прежде всего, требовалось получить согласие церковных властей. Самаркандцы вступили в переписку с руководством Астраханской армянской епархиальной консистории, в подчинении которой  с 1894 года находились все церкви Азиатской России.
Однако, несмотря на то, что консистория довольно быстро дала своё согласие и приняла соответствующее постановление, самаркандцы очень долго ждали письменного свидетельства астраханской епархии. Еще не дождавшись этого основополагающего документа, энергичный и напористый священник Рубен Бекгульянц, сменивший на должности духовного пастыря армян своего предшественника Захарьянца, обратился с прошением к местным властям. Уже 19 мая 1903 года Самаркандское городское хозяйственное управление согласилось продать армянам необходимый участок земли. Уже через несколько дней соответствующие бумаги поступили в Ташкент на утверждение генерал-губернатору Туркестанского края. Среди документов был и рапорт военного губернатора Самаркандской области:
«Господину Туркестанскому Генерал-Губернатору
Рапорт
Самаркандское городское  хозяйственное  управление, рассмотрев прошение попечительства постройки армянского молитвенного дома в городе Самарканде, об  отводе участка земли под постройку помянутого дома, постановило отвести для этой цели за плату свободный городской участок, имеющий объем 643 кв. саж. и примыкающий к Черняевскому проспекту; назначенную за участок, в пользу городской казны, плату 3000 рублей рассрочить на  10 лет.
Предоставляя копию с состоявшегося по сему делу постановления городского хозяйственного Управления и признавая с своей стороны необходимым уважить ходатайство армянского общества, имею честь покорнейше просить разрешения Вашего Высокопревосходительства на отвод этому обществу, на изложенных в постановлении условиях, городского участка земли под постройку молитвенного дома, а впоследствии, с надлежащего разрешения, и церкви.
Военный губернатор  Самаркандской области генерал-лейтенант Мединский».
Положительное решение  было принято Туркестанским генерал-губернатором уже 28 июня, о чем в тот же день сообщили военному губернатору Самаркандской области. Таким  образом  уже в июле 1903 года попечительский совет получил все необходимые документы как самаркандских, так и ташкентских властей. В это время пришла и долгожданная бумага из Астрахани. Армянская община с огромным энтузиазмом взялась за строительство своего молитвенного дома.
К концу того же, 1903, года здание было возведено, и прихожане Армянской апостольской церкви получили возможность молиться в собственном помещении, выстроенном своими руками. Первым священником этого молитвенного дома стал,  естественно, Рубен  Бекгульянц, внесший наибольший вклад в осуществление проекта… Первого августа 1905 года император Николай II  издал указ, третий пункт  которого гласил:
«Предоставить наместнику нашему впредь до выработки нового положения об армянских церковных школах, разрешать в пределах Кавказского  наместничества открывать при церквах,  монастырях церковно-приходские школы на основании правил, Высочайше утвержденных 19 июля 1874 г.».
Действие документа распространялось и на церкви Азиатской России. Использовав этот указ, самаркандская армянская община сразу же приступает к строительству школы на церковной территории, которая вскоре приняла первых учеников. По официальному статистическому отчету за 1906 год в армянском приходском училище обучались уже 26 мальчиков и 30 девочек. Однако радость армян  была омрачена трагическими событиями на  Кавказе, которые отразились  и на жизни самаркандской диаспоры. В самом начале 1906 года община  в лице своего пастыря обращается в городское  хозяйственное  управление с просьбой об отсрочке платежа за приобретенный участок  земли. Просьба армян была удовлетворена и нашла поддержку у военного губернатора  Самарканда. Требовалось лишь узаконить эти документы подписью краевого начальства. Однако временно исполнявший в то время обязанности главы края Сахаров не счел просьбу армян убедительной. А вскоре этого генерала сместили со своего поста. Не мешкая, в первые весенние дни неутомимый священник  Бекгульянц отправляется в  Ташкент  с тем же   прошением к  новому начальнику края Д.И.Суботичу:
В 1903 году Самаркандское армянское общество, желая построить молитвенный дом, с разрешения покойного Начальника Края Генерал - Лейтенанта Иванова, купило участок земли у города за 3000 рублей с рассрочкой платежа на десять лет. Два взноса за 1904 и 1905-й годы в сумме 600 рублей обществом уже сделаны.
«Его Высокопревосходительству Господину Туркестанскому
Генерал - Губернатору 
Самаркандского армянского священника Рубена Бекгульянца
Прошение
Постройка молитвенного дома совершалась на постепенно собираемые  деньги. Но чтобы скорее докончить начатое здание, Попечительство о постройке  решило занять деньги, так как рассчитывало покрыть этот заем вторичным сбором с общества. Однако  это  оказалось не легко. Кавказские события, т.е. армяно-татарская  резня  сильно отразилась и на небольшой Самаркандской армянской колонии. Почти все прихожане мои вынуждены теперь помогать своим  оставшимся на  родине и разорившимся родственникам.
Милостивый  Указ Государя Императора об открытии армянских школ вызвал у самаркандских армян желание иметь свою школу, каковая и была открыта. Расходы на родине, расходы на школу,  расходы по помощь приезжающим  в этот край новых разоренных от погромов армян как бы затмили пред обществом долг по постройке молитвенного дома.
Видя, что при нынешних условиях у почти обессиленной и небольшой колонии, состоящей всего из 80 семей, невозможно сделать вторичный сбор для покрытия вышеупомянутого долга, я обратился к Самаркандскому военному губернатору с просьбой об отсрочке платежей на четыре года, т.е. до 1910 года, с которого общество вновь начнет уплачивать свой долг.
Самаркандский городской  хозяйственный комитет согласился на эту отсрочку, но временно исполняющий обязанности Начальника Края Генерал - Лейтенант Сахаров не нашел нужным удовлетворить нашего ходатайства. Ныне, представляя на усмотрение Вашего Высокопревосходительства это прошение, прошу Вас принять во внимание безвыходное положение небольшой колонии и дать возможность. отсрочив долг городу, уплатить долги по постройке молитвенного дома, тем более, что город согласился  уже на это и ничего не потеряет от такой комбинации.
                                                                                           1906 г. марта 3. Г. Ташкент.
                                               Самаркандский армянский священник Рубен Бекгульянц»

Генерал Суботич , будучи ранее начальником Закаспийской области,  имел случай ознакомиться с армянским обществом и оказать содействие  асхабадским и красноводским армянам «в удовлетворении их церковных и просветительских нужд». Возможно, Р.Бекгульянц знал и о том, что   генералу Д.И.Суботичу принадлежит и весьма лестный отзыв об армянах, высказанный им во время встречи с представителями национальных общин Асхабада (Ашхабада): 
«Армяне всегда были культурной нацией, и я всегда относился к ним с особенным уважением, ценя в них ревностное стремление к просвещению и развитию своих культурных способностей»…
Генерал-лейтенант Суботич оказался человеком доброжелательным и поставил на прошении  Бекгульянца следующую резолюцию: 
« Если губернатор  (Самарканда – Р.Н.) согласился, как это ходатайствовал хозяйственный комитет, то и я согласен на отсрочку».
Уже в середине марта самаркандские армяне получили желанное решение об отсрочке платежа до 1910 года.
Некоторое время спустя община значительно увеличилась, упрочилось и материальное положение населения. Эти обстоятельства позволили превратить заурядный молитвенный дом в настоящую церковь – была пристроена колокольня, воздвигнут новый алтарь, проведены необходимые ремонтные работы.

### Советское время
Церковь  святой Богородицы и приходская школа  продолжали функционировать и в советское время: здесь крестили и венчали, отпевали покойных и отмечали все церковные праздники,  учили детей армянской истории и культуре. О том, как выглядел этот уголок Самарканда в 1930-е годы, дает представление  сохранившийся чертеж. 
«Армянская территория» имела длину 50 метров и ширину 25. Кроме церкви и школы, здесь находились летняя эстрада, дом священника и комната сторожа. Весь участок был огражден забором высотой в 4,5 метра.
Последний по времени документ, связанный с историей этой церкви, сохранился в местном архиве. Принадлежит он Самаркандскому горсовету и датируется 1 августа 1939 года. Этот протокол имеет номер 33, что вызывает определенную ассоциацию: именно в этом возрасте был распят Иисус Христос. Цифра 33 оказалось роковой и для самаркандского храма. С этим уникальным по своей алогичности протоколом советских властей небезынтересно ознакомиться:
«Протокол №33 от 1.08.39 г. О закрытии Армянской церкви.
Имея в виду, что в 1938 г. до момента ареста руководители общины – попа – в церковь ходили не более 10 человек, и что с момента его ареста прошло более 7 месяцев, в который срок не производится культ обрядов, поэтому Президиум Горсовета постановляет: 1. Армянскую церковь по ул. Энгельса закрыть ввиду того, что церковь не была зарегистрирована в Горсовете и община распалась. 2. Считать целесообразным помещение церкви (один зал размером до 100 кв.м.) передать под общежитие сельхоз. института. 3.	Просить Верховный Совет УзССР утвердить данное решение».

### Независимый Узбекистан
С тех пор прошли десятилетия. У здания бывшей армянской церкви сменилось много хозяев и вывесок с названиями располагавшихся здесь организаций. Местным армянам не приходилось и мечтать о возрождении этого храма. Но вот распалась некогда могущественная империя. Узбекистан, как и другие входившие в неё республики, обрел суверенитет и национальную независимость. 
В то время в Самаркандской области проживала довольно значительная  армянская диаспора, насчитывавшая более  10 тысяч человек. И потому создание национального   культурного центра «Луйс» ( «Светоч») явилось делом актуальным и необходимым. Именно тогда у членов его правления  и возникла мысль о возвращении здания  церкви верующим. Но за долгий период    атеистической пропаганды и запрета религиозной деятельности армянская диаспора Средней Азии в значительной степени утратила свои национальные корни. В связи с этим правление «Луйса» обратилось с просьбой к  католикосу Вазгену I о возможности прислать в Самарканд  священнослужителей. Просьба была уважена и уже весной 1991 года сюда прибыли два посланника Эчмиадзина – священники  Тер – Артак и  Тер – Аветис. Они крестили детей, проводили обряды  венчания, отпевания, справляли религиозные праздники, знакомили местных армян с канонами Армянской апостольской церкви.
Общение с духовными отцами после полувекового перерыва способствовало приобщению самаркандцев к жизни и традициям  своей исторической Родины. Тогда  же мысли  о возрождении собственной церкви овладели массовым сознанием. Католикос  Вазген I  направил в Самарканд на постоянную  службу нового священника – архимандрита  Серовпэ-вардапета.
Армянская  община Самарканда обратилась к властям с просьбой о возвращении прихожанам здания бывшей церкви. Просьба эта была удовлетворена. Сотни самаркандских патриотов внесли свой вклад  в дело восстановления храма: кто-то помогал деньгами, кто-то строительными материалами, кто-то снабжал строительство транспортными средствами. Одни трудились  на самом  объекте, другие пропагандировали  идею и освещали этапы реконструкции церкви в газетах, на радио и TV, третьи помогали  нужными советами.

Это был сложный во всех отношениях процесс, потребовавший огромных физических и материальных затрат. И когда в него включился известный предприниматель из Ташкента, уроженец Самарканда Артур Мартиросян 
 , члены правления Армянского культурного центра  обрели твердую уверенность в том, что церковь возродится  и будет  радовать горожан.
Два с лишним года ушло на реконструкцию молельни и пристройку колокольни, отделку интерьера и благоустройство окрестной территории. Из Еревана были привезены хрустальные люстры, из Воронежа комплект колоколов. На одном из самаркандских заводов был отлит  стокилограммовый  бронзовый крест. Интерьер храма оформили местные художники Павел Аракелян и Анатолий Полянцев. Для соблюдения церковных канонов  в ходе строительства в Самарканд прибыл священник Тер-Григор (Армен  Маркосян), сменивший переведенного в другую епархию архимандрита Серовпэ.  Город готовился к торжественному событию. Тер Григор Маркосян (который и стал первым настоятелем), в прошлом профессиональный музыкант, за  короткий срок сумел создать и обучить церковный хор для армянского храма.  23 мая 1995 года на колокольне был установлен крест и подвешены колокола.
Торжественная церемония освящения и открытия церкви святой Богородицы состоялась 20 августа того же года. Армения прислала в Самарканд специальную делегацию из 70 человек во главе с архиепископом Нерсесом  Позаполяном. В её составе были заместители министров иностранных дел Вардан Осканян и культуры Микаэл Стамболцян, вице – президент АН академик Гагик Саркисян, председатель Союза композиторов  Армении  Роберт Амирханян, ректор Ереванского университета  Радик Мартиросян, священнослужители из Эчмиадзина, представители Президента Армении и её правительства, журналисты, писатели и артисты.
Своих представителей  на торжества прислали армянские  общины России Казахстана, Туркмении, стран Прибалтики, городов Узбекистана – Ташкента, Андижана, Бухары, Коканда и Джизака. Открытие церкви стало подлинным праздником для всех местных армян: единственный во всей  Центральной Азии храм обрел самаркандскую прописку. С тех пор и по настоящее время  церковь Сурб Аствацацин (св. Богородицы) достойно выполняет свои функции, став духовным домом армян целого региона.
Весьма символическими стали слова заместителя министра культуры Армении Микаэла Стамболцяна, сказанные им после праздничных торжеств:
«Мы присутствовали  при волнующем событии – открытии армянской церкви. Не сочтите за преувеличение – это событие историческое. Многие поколения самаркандских армян будут с благодарностью вспоминать день 20 августа 1995 год, день возрождения духовного дома. Дом – это одна из святынь армянина. Дом – это символ мира и благополучия, это символ безопасности. Вы построили общий дом для всех армян города, но я уверен, что он будет гостеприимным и для представителей других конфессий, всех людей, строящих свой общий дом – Самарканд, свой общий дом – Узбекистан. Армянский народ никогда не забудет и ту огромную помощь и понимание, которую он встретил у руководства города, области и республики. Такое не забывается, ибо это вписывается в историческую летопись золотыми буквами».

## Современное состояние
В августе 1995 года церковь Пресвятой Богородицы была вновь открыта благодаря помощи Мартиросяна Артура Мартуниковича.

## Адрес
- Ул. Махмуда Кошгари, д.70, Самарканд, Узбекистан
- тел.: + 998 (91) 133-43-41

Священник Тер-Ованнес Григорян.